# Simion Cuciuc
Simion Cuciuc, né le 4 juillet 1941, est un kayakiste roumain pratiquant la course en ligne.

## Palmarès

### Jeux olympiques
- Jeux olympiques de 1964 à Tokyo :
  -  Médaille de bronze en K-4 1 000 m[1].